# Warhammer Online: Age of Reckoning
Warhammer Online: Age of Reckoning era un MMORPG sviluppato da Mythic Entertainment, basato sull'universo del gioco da tavolo Warhammer Fantasy Battle. Il giocatore poteva scegliere se combattere tra le file dell'Ordine o nei ranghi della Distruzione. Il gioco lasciava un'ampia libertà ai giocatori grazie alle varie mappe che divenivano accessibili a mano a mano che il giocatore accresceva il proprio rango.
La caratteristica principale del gioco era il PvP, cioè la possibilità di scontrarsi con giocatori in carne e ossa in arene guadagnando punti esperienza e punti fama. Un'altra innovazione era la presenza di missioni pubbliche, zone della mappa in cui veniva assegnata una missione a un giocatore o a un party di giocatori che guadagnavano punti influenza nonché un bottino, che variava in base al "lavoro" svolto dal giocatore, una volta concluse tutte le parti della missione.
Come precedentemente preannunciato, la Electronic Arts non ha rinnovato il contratto di licenza quinquennale con la Games Workshop, cessando le attività del gioco e chiudendo definitivamente tutti i server il 18 dicembre 2013.

## Le armate

### Ordine
Scegliendo di combattere con le schiere dell'Ordine si potevano usare le seguenti razze:
Impero: sono un popolo formato da diverse tribù riunite da Sigmar, re degli Unberogeni, i quali hanno imparato a rimanere uniti per difendersi e combattere contro le invasioni del Caos. Sono una civiltà forte e fiorente che ha imparato a sfruttare tutte le risorse che gli vengono offerte dalle terre in cui vivono anche grazie all'aiuto dei nani, i quali hanno insegnato loro a costruire potenti armi.
Nani: Un popolo con antiche e forti origini stanziati tra le montagne più alte e nascoste, le quali forniscono loro tutte le materie prime di cui necessitano per svolgere la loro più grande capacità:l'artigianato.I nani infatti sono grandi ingegneri, artigiani ma soprattutto forgiatori e sfruttano queste loro capacità per costruire le migliori armi e macchine per la continua guerra contro gli Orchi. Purtroppo però questa guerra ha logorato le loro forze e ora i nani sono relegati in poche grandi fortezze tra le montagne, ultimi baluardi di questa antica razza.
Alti elfi: Il popolo più antico in assoluto, gli Alti elfi sono un popolo che vive prevalentemente su Ulthuan, la loro patria, un'isola situata nel vecchio mondo specializzato attraverso secoli di duro addestramento nell'utilizzo della magia. Essa però non e la loro unica arma: infatti grazie alle loro doti atletiche gli Alti elfi sono una delle razze più abili nella lotta corpo a corpo.

### Distruzione
Caos: In origine umani questi crudeli abitanti delle gelide terre del nord hanno completamente abbandonato la loro umanità per avere potere e conoscenza dedicandosi al culto degli antichi dei del caos. Queste creature cercano continuamente possibilità di combattere per fare propri i favori degli dei e ottenere così più forza che molto spesso significa mutamenti del proprio corpo e della propria mente.
Pelleverde: Il più brutale dei popoli per cui l'unica ragione di vita è la guerra e il combattimento. La gerarchia di questo popolo è molto semplice, "più uno è Grozzo e più Komanda".
La popolazione dei pelleverde è formata da Orchi, la fanteria di prima linea, sono grossi e stupidi ma con una forza e una resistenza incredibile, fanno sfoggio della loro forza e della loro crudeltà. Altri pelleverde sono i goblin, piccoli e fragili, i goblin cercano sempre di evitare lo scontro diretto e preferiscono combattere con armi a distanza, si muovono in gruppi molto numerosi e possono quindi avere ragione di nemici più grandi.
Elfi oscuri: Cugini degli alti elfi vollero sfidare i loro cugini, ma persero la guerra civile e vennero esiliati, approdati nel nuovo mondo in una terra chiamata Naggaroth in cui stabilirono le prime città-fortezza. Creature della notte senza gli elfi oscuri divennero criminali e razziatori, grazie alle loro navi mosse dalla magia. Il profondo odio che queste creature provano per gli alti elfi li porta sempre più a sfidarli per poter tornare nelle proprie terre.

## Archetipi

### Impero
Prete Guerriero: Il prete guerriero è il devoto a Sigmar per eccellenza, fa della sua fede la sua arma e delle sue preghiere il proprio scudo. Il prete guerriero per essere utile ai suoi compagni deve trovarsi al centro della battaglia: affiancando i suoi alleati per lanciare benedizioni e curarli può cambiare le sorti della battaglia
Mago del fuoco: I maghi sono addestrati a utilizzare delle potentissime vampe di fuoco che provengono dal profondo dei loro cuori per bruciare i propri nemici. I maghi combattono prevalentemente a distanza e sono ottimi per dare supporto ai loro alleati.
Cacciatore di streghe: I cacciatori di streghe sono tra i più fedeli guerrieri dell'impero e vengono usati per prevenire e purificare le eresie nell'impero. Questi guerrieri sono molto utili per azioni stealth, utilizzano armi da fuoco e da taglio e lanciano benedizioni sugli alleati per rafforzarne gli attacchi.
Cavaliere del Sole Splendente: I templari sono in grado di resistere a un'incredibile quantità di danni e quindi devono essere al centro della battaglia e attirare su di sé gli attacchi nemici; se questi guerrieri sono supportati da un guaritore nessun nemico potrà sopravvivere.

### Alti Elfi
Arcimago: L'arcimago è in grado di utilizzare potenti magie degli elementi per curare gli alleati e devastare i nemici. Negli scontri ravvicinati l'arcimago ha poche possibilità, mentre colpendo nemici dalla distanza può battere qualunque nemico.
Guerriero Ombra: I guerrieri ombra hanno fatto del silenzio e della sorpresa le loro armi principali. Possono utilizzare archi per indebolire i nemici distanti per poi finirli con le loro spade.
Maestro di Spada: I maestri di spada dedicano la loro intera vita a imparare a utilizzare le loro spade; il costante allenamento li ha portati a superare qualunque altro guerriero e grazie alla loro resistenza possono resistere molto a lungo sul campo di battaglia
Leone Bianco: La carriera di leone bianco è legata all'ammaestramento del fedele leone, che seguira il giocatore in ogni missione e lo difenderà a costo della vita. Si potrà scegliere se usare il leone come diversivo o fargli attaccare un nemico mentre si è impegnati in combattimento.

### Pelleverde
Zpakka: È un Orco normale armato di due grosse mannaie, che gli Orchi chiamano zpakka. Un solo uomo dovrebbe reggere una zpakka con due mani quando un Orco ci riesce facilmente con una mano sola. Hanno un'abilità speciale che gli consente di essere più forti temporaneamente, ma sono anche più vulnerabili agli attacchi.
Orco Nero: Essendo l'élite dei Pelleverde, gli Orchi Neri possono avere l'equipaggiamento migliore. Sono difficili da uccidere e molto forti, ma sono lenti e se circondati rischiano di morire più facilmente.
Sciamano: Di solito i Goblin sono il gradino più basso della scala sociale. Però può accadere che uno di loro venga ben visto da Gork & Mork, gli Dei pelleverde, e ottenga grandi poteri magici, diventando uno sciamano. Buon attaccante dalla distanza e guaritore, dura poco in
corpo a corpo.
Mandriano di Squig: I Goblin sono abilissimi cacciatori,o almeno alcune specie di essi.I Goblin delle Tenebre, grandi nemici dei Nani, utilizzano spesso mandrie di feroci Squig di Caverna, una specie di funghi carnivori.Se muore lo Squig, anche il suo padrone seguirà la stessa sorte;ciò lo rende una classe consigliabile agli esperti.